# Peleiadi
Nell'antica Grecia, le Peleiadi (colombe), erano le donne consacratesi a Zeus ed alla Dea Madre Dione presso l'Oracolo di Dodona.
Pindaro cantò delle Pleiadi chiamandole "pelaiades", ovvero paragonando anch'esse ad uno stormo di colombe, ma la connessione sembra dovuta più all'uso di un arguto linguaggio poetico che all'esistenza di un'effettiva relazione sul piano mitologico. Anche il carro di Afrodite era tradizionalmente trainato da uno stormo di colombe.
Nel V secolo a.C. Erodoto sentì parlare di una leggenda relativa ad una colomba nera che avrebbe avuto a che fare con la fondazione dell'Oracolo di Dodona, ma potrebbe semplicemente trattarsi di un tentativo a posteriori di trovare una giustificazione etimologica per il nome di queste sacerdotesse, il cui significato originale era in effetti andato ormai perduto. È tuttavia possibile che la sillaba pel- presente nel nome fosse originariamente collegata con la radice che significa "nero" od "oscuro" in nomi come quelli di Peleo o Pelope..